# José Rodríguez (meksykański zapaśnik)
José Alberto Rodríguez Hernández (ur. 1995) – meksykański zapaśnik walczący w stylu klasycznym. Zajął 26. miejsce na mistrzostwach świata w 2022. Srebrny medalista mistrzostw panamerykańskich w 2022 i 2023 roku.